# サン・マルコ (揚陸艦)
サン・マルコ（イタリア語：San Marco, L 9893）は、イタリア海軍のサン・ジョルジョ級強襲揚陸艦2番艦。艦名は聖マルコのイタリア語読みに由来し、この名を受け継いだイタリア軍艦としては4代目にあたる。
本艦は内務省の予算で建造され、海軍が運用を担当する。

## 艦歴
「サン・マルコ」は、フィンカンティエリリヴァ・トリゴソ造船所で建造され1985年3月26日に起工、1987年10月10日に進水、1988年5月14日に就役し第3海軍管区に配備される。
1992年12月から「L9892 サン・ジョルジョ」およびサン・マルコ連隊と共にソマリアへの人道支援（アイビス1号任務）のために派遣される。1993年、第24海軍グループを「C550 ヴィットリオ・ヴェネト」、「A5329 ヴェスヴィオ」、「F571 グレカーレ」で、第25海軍グループを「C551 ジュゼッペ・ガリバルディ」「A5327 スロトンボリ」「F573 シロッコ」で編成しソマリアに派遣された（アイビス2号任務）。1995年1月11日から3月23日にかけて第26海軍グループを「C551 ジュゼッペ・ガリバルディ」、「A5327 スロトンボリ」、「F572 リベッチオ」で編成しソマリアからの国連平和維持軍の撤退を支援した（アイビス3号任務）。
1999年に水陸両用戦部隊司令部に配備された。
1999年から2000年にかけて近代化改修工事が実施され、これにより艦首の76mm砲を撤去し甲板を延長、左舷中央部付近にあった上陸用舟艇2隻分のクレーンを撤去して、舟艇用格納庫を張り出すように拡大し、合わせて甲板も拡大した。これにより甲板前部と後部に大型ヘリコプターが1機ずつ、艦中央部に中型ヘリコプターが2機の合計4機分の発着艦スペースが確保されることとなった。
2006年夏にレバノンベイルートから避難する民間人をキプロス島ラルナカまで輸送する任務（ミモザ06作戦）に「L9892 サン・ジョルジョ」、「L9894 サン・ジュスト」、「551 ジュゼッペ・ガリバルディ」、「D560 ルイージ・ドゥランド・デ・ラ・ペンネ」、「F574 アリセオ」と共に従事する。避難民救援のため外務省の依頼に基き、レバノンに展開するイタリア赤十字社、世界食糧計画を支援すべくサン・マルコ連隊およびラグーン連隊をティルスに上陸させ避難民に食料、医薬品の提供を行った。2008年には欧州における市民保護演習であるサルデーニャ2008に参加している。
2009年時点の母港はブリンディジ海軍基地となっている。